# Tunnel de Champigny
Le tunnel de Champigny est un tunnel français situé sur le territoire de la commune de Champigny-sur-Marne, dans le département du Val-de-Marne, sur l’autoroute A4. Il est l’un des tunnels concernés par le programme de modernisation des tunnels d'Île-de-France piloté par la direction régionale et interdépartementale de l'Équipement et de l'Aménagement (DRIEA-IF). Débutés en janvier 2010, les travaux se sont achevés en juillet 2012.

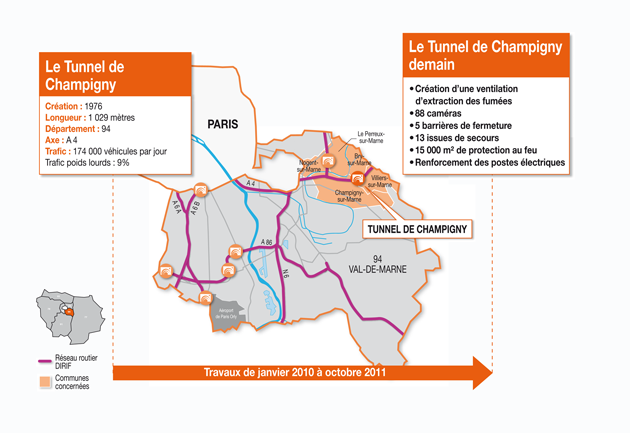
La carte du tunnel de Champigny

## Caractéristiques
Le tunnel de Champigny a été créé en 1976 dans le département du Val-de-Marne (94) pour livrer passage à l'autoroute autoroute A4. Sa longueur est de 1 029 mètres ; il connaît une fréquentation importante avec une moyenne de 174 000 véhicules qui l’empruntent chaque jour (dont plus de 15 000 poids lourds).

## Modernisation du tunnel à partir de 2010

### Programme de modernisation
Les travaux du tunnel de Champigny ont été réalisés dans le cadre du programme de modernisation des vingt-deux tunnels d’Île-de-France dont l’objectif est de renforcer la sécurité dans les tunnels routiers et autoroutiers de l’État.
Engagés début 2010, les travaux consistent en la mise en place des technologies les plus innovantes du moment dans les tunnels pour optimiser le temps de détection d’incidents graves et les gérer au mieux. À la fin de ces travaux, les tunnels franciliens permettront d’assurer une sécurité maximale pour les quatre millions d’usagers quotidiens.
Ce programme, d’une durée prévisionnelle de cinq ans, représente un investissement total de 800 millions d’euros. En 2009, le plan de relance, à hauteur de 85 millions d’euros a permis d’accélérer les travaux.

### Détail des aménagements sur 22 mois

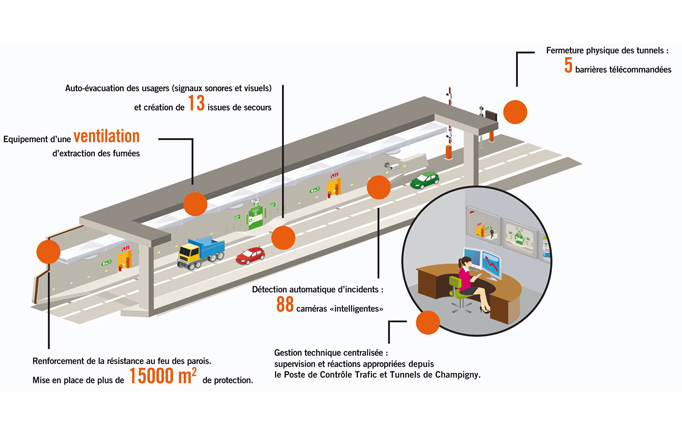
Coupe du tunnel

Les travaux dans le tunnel de Champigny ont été programmés sur une période de deux ans et concernent les aménagements à la fois à l’intérieur du tunnel et en surface :
À l’intérieur du tunnel, le programme a mené à :
- la création de 13 issues de secours ;
- l'installation de 88 caméras intelligentes ;
- la remise à niveau de la ventilation pour faciliter l’évacuation des fumées en cas d’incendie ;
- l'installation de parois de protection au feu afin de consolider la structure ;
- la mise en place de cinq barrières de fermeture télécommandées.

En surface, les travaux ont consisté en :
- la construction de onze sorties de secours vers l'extérieur ;
- la création de bouches d'incendie.

### Deux niveaux de travaux
Le planning des travaux était fixé comme suit :
En surface : de janvier à septembre 2010
- création de onze sorties de secours ;
- travaux annexes réalisés par la DRIEA-IF et par la mairie de Champigny, ainsi que par Veolia et ERDF.

À l’intérieur du tunnel : de mi-juillet 2010 à juillet 2012
- amélioration du système de ventilation ;
- développement du dispositif de protection au feu des ouvrages ;
- mise en place de cinq barrières de fermeture télécommandées ;
- installation de 88 caméras intelligentes.

Lors des travaux en surface, onze sorties de secours ont été créées. Celles-ci correspondent à treize issues dans le tunnel, séparées les unes des autres d’environ 100 mètres. En cas d'incident dans le tunnel, les automobilistes seront ainsi toujours à moins de 50 mètres d’une issue de secours pour évacuer.
À l’intérieur du tunnel, toutes les issues sont équipées de signaux sonores et lumineux pour inciter les automobilistes à quitter leur véhicule (sirène d’alarme, signalisation lumineuse indiquant les issues de secours).
Les travaux ont également eu pour objet de moderniser le système de ventilation afin de maîtriser les fumées en cas d’incendie et de renforcer la résistance au feu des parois pour garantir l’intégrité de l’ouvrage en cas d’incendie.
Parallèlement à ces travaux, les transmissions radio ont été revues pour une meilleure transmission des informations à l’intérieur du tunnel, et les réseaux de télécommunication avec les Postes de commandements (PC) ont été renforcés. La « gestion technique centralisée » installée au sein des PC permet désormais aux « opérateurs sécurité trafic » (OST), d’être informés en temps réel des incidents graves dans les tunnels et de réagir de façon optimale en fonction de la gravité de chaque situation.

## Dispositions prises pour minimiser la gêne

### Mesures sur le réseau
Des mesures ont été prises afin de minimiser les perturbations potentielles pour les automobilistes pendant la durée des travaux :
- en réduisant le nombre ou la largeur des voies de circulation plutôt qu’en fermant totalement le tunnel ;
- en proposant des itinéraires de contournement des travaux qui se trouvent uniquement sur le réseau de la DRIEA-IF ;
- en faisant un effort de coordination des travaux avec les autres grands chantiers franciliens (groupe de travail avec les Conseils départementaux et le STIF) et chantiers régionaux (tunnel de Nogent-sur-Marne).

### Dispositif de communication
Pour accompagner ces travaux, la DRIEA-IF a renforcé son dispositif de communication de proximité auprès des automobilistes et riverains, afin qu’ils comprennent les objectifs des travaux, qu’ils soient informés sur l’évolution du chantier et qu’ils prennent connaissance des itinéraires de contournement.
Pour les usagers du tunnel, des panneaux d’information ont été installés pour avertir les automobilistes en amont des perturbations potentielles qui peuvent avoir lieu à cause des travaux sur l’A4.
Un site Web a été créé, spécialement consacré aux informations pratiques (itinéraires, calendrier) et à l'actualité des travaux.
Une collaboration entre tous les acteurs institutionnels et économiques de la région a été amorcée, afin de travailler avec eux à une communication de proximité adaptée.